# Danh sách trạm mậu dịch và khu vực định cư của Công ty Đông Ấn Hà Lan

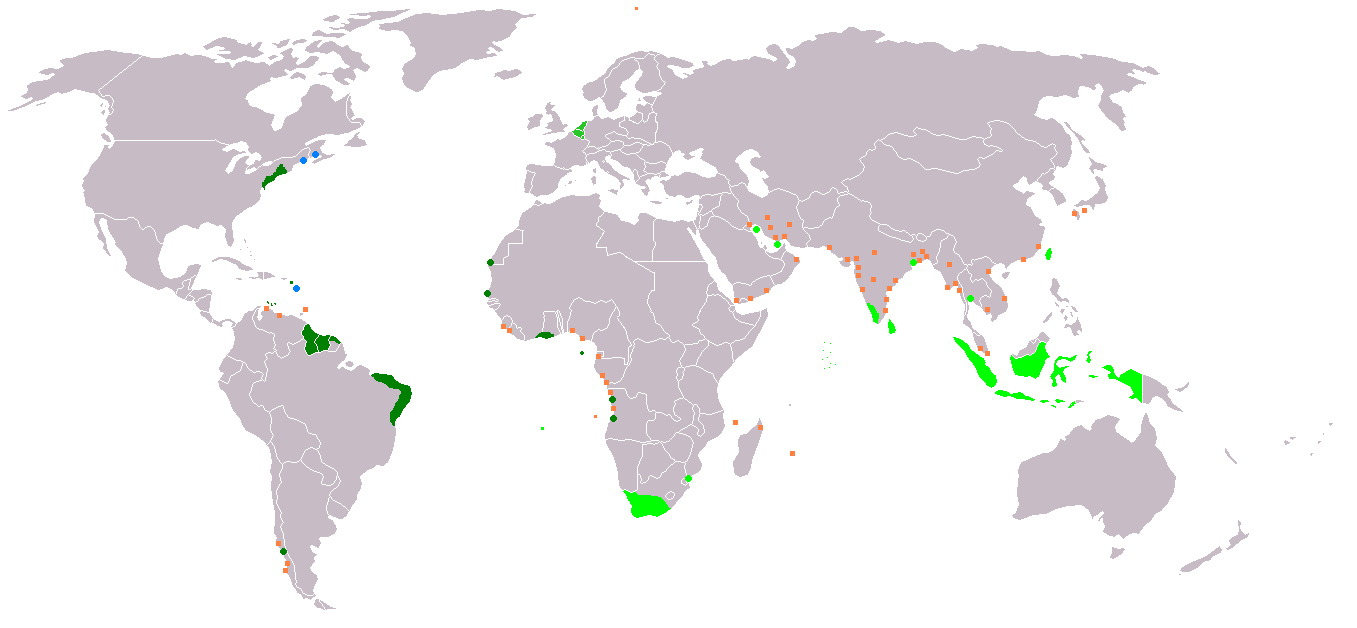
Thuộc địa của Hà Lan (màu xanh lá) và các trạm mậu dịch (màu cam)

Danh sách dưới đây liệt kê các trạm mậu dịch quốc tế do Công ty Đông Ấn Hà Lan sở hữu, hiện diện liên tiếp từ Tây sang Đông:

## Châu Phi

### Saint Helena
- Saint Helena

### Nam Phi
- Mũi Hảo Vọng (Cape Colony): 1652-1806

### Mozambique
Tháng 1 năm 1721 - 23 tháng 12 năm 1730.
- Delagoa Bay: Fort Lydsaamheid (Jan. 1721 - 23 December 1730.)

### Madagascar
- Antongil Bay: 1641/2 factory - 1646/7

### Mauritius
Mauritius (1638-1658/1664-1710)

## Khu vựcTrung Đông

### Yemen
- Al Mukha (Mocca) (1620-16../1697-1757)
- Aden (1614-1620)

### Persia(Iran)
- Esfahan (of Ispahan) (1623-1747)
- Bandar-e Abbas (of Gamron) (1623-1766)
- Kharg, Fort Mosselstein (1750-1766)
- Bandar-e Kong (1665-1753)

## Nam Á

### Bangladesh
- Dhaka
- Dutch settlement in Rajshahi

### Ấn Độ

#### Konkan(northern part of western coast of India)
- Surat (1616-1795)
- Agra (1621-1720)
- Burhanpur
- Kanpur (1650-1685)
- Ahmadabad (1617-1744)
- Bharuch (of Brochia, Broach)
- Vengurla (1637-1685)
- Kundapura (1667-ca. 1682)

#### Malabar(phần phía Nam của bờ Đông Ấn Độ)
- Veeramala Hills, Cheruvathur (k. 1701-?)
- Cannanore (1663-1790) (taken from Portugal)
- Ponnani (k. 1663)
- Cranganore or Cranganor (Kodungallor) (1662) (taken from Portugal)
- Cochin de Cima (Pallippuram, Ernakulam) (1661) (taken from Portugal)
- Cochin, Cochin de Baixo or Santa Cruz (1663) (taken from Portugal)
- Purakkad (ca. 1680-1750)
- Kayamkulam (ca. 1645)
- Quilon (Kollam) (1661) (taken from Portugal)

#### Coromandel(bờ đông Ấn Độ)
- Golkonda (1662-ca. 1733)
- Bimilipatnam (1687-1795/1818-1825) to the English; now Bheemunipatnam
- Jaggernaikpoeram (1734-1795/ 1818-1825) to the English; now Kakinada
- Daatzeram (1633-1730); now Drakshawarama
- Nagelwanze (1669-1687); now Nagulavancha
- Palikol (1613-1781/1785-1795/1818-1825) to the English; now Palakol, Palakollu, or Palacole.
- Masulipatnam (1605-1756)
- Petapoeli (1606-1668); now Nizampatnam
- Paliacatta (1610-1781/1785-1795/1805-1825) to the English; now Pulicat
- Sadras (1654-1757/1785-1795), conquered by the British 1818
- Tierepopelier (1608-1625); now Thiruppapuliyur or Tirupapuliyur
- Tegenapatnam, Kudalur (1608-1758); now Cuddalore
- Porto Novo (1608-1825 [1 June]) to the English; now Parangipettai
- Negapatnam (1658-1781) to the English.
- Tuticorin or Tutucorim (1658); now Thoothukudi
- Travancore

### Sri Lanka
- Dutch Ceylon

## Vùng Viễn Đông

### Burma
- Siriangh or Syriam (1634-1679); nay là Thanlyin
- Ava (1634-1679)
- Pegu (1634-?), still in use in 1677
- Prome (1634-1655)

### Arakan
- Mrohaung (1610-1665)

### Martaban
- Martaban (1660-?), tồn tại chỉ một vài năm; nay là Mottama

### Thái Lan(Siam)
- Ayutthaya, main quarter, 1613-1767
- Patani (Pattani), trading house, 1602-1623
- Sangora (Songkhla), trading house, 1607-1623
- Ligor (Ligoor, now Nakhon Si Thammarat), trading house, ca. 1640-1756

### Malaysia
- Malacca (1641-1824)

### Dutch East Indies(Indonesia)
- Batavia

### Việt Nam(Tonkin)
- Thǎng Long, (comptoir; 1636 - 1699)
- Hội An (comptoir; 1636 - 1641)

### Đài Loan
- An Bình (Pháo đài Zeelandia)
- Tainan (Fort Provincia)
- Wang-an, Penghu, Pescadores Islands (Fort Vlissingen; 1620-1624)
- Cơ Long (Fort Noord-Holland, Fort Victoria)
- Đạm Thủy (Fort Antonio)

### Nhật Bản
- Hirado (1609-1641)
- Deshima (1641-1853)